# The Man with the Iron Fists
The Man with the Iron Fists (Brasil: O Homem com Punhos de Ferro / Portugal: O Homem dos Punhos de Ferro) é um filme de ação lançado no ano de 2012, dirigido pelo rapper RZA, e conta com a participação deste como protagonista.

## Sinopse[4]
Na China imperial, um ferreiro que fabrica armas tem que proteger a si mesmo e os camponeses devido a explosão de um conflito local.

## Elenco[5]
- RZA como Blacksmith
- Russell Crowe como Jack Knife
- Lucy Liu como Madam Blossom
- Rick Yune como Zen-Yi, The X-Blade
- David Bautista como Brass Body
- Jamie Chung como Lady Silk
- Cung Le como Bronze Lion
- Byron Mann como Silver Lion